# Saba Kharebashvili
Saba Kharebashvili (en géorgien : საბა ხარებაშვილი), né le 3 septembre 2008 à Tbilissi, est un footballeur international géorgien qui évolue au poste d'arrière gauche au Dinamo Tbilissi.

## Biographie
Né à Tbilissi, en Géorgie, Kharebashvili grandit avec l'international portugais Cristiano Ronaldo comme idole, soutenait ainsi l'équipe espagnole du Real Madrid, après le Dinamo Tbilissi, et rêvant de jouer en Premier League.

### Carrière en club
Kharebashvili est issu de l'académie du Dinamo Tbilissi — dont sont issus de nombreuses stars géorgiennes comme Khvicha Kvaratskhelia, Giorgi Mamardashvili, Otar Kiteishvili ou Zuriko Davitashvili —, et commence sa carrière senior avec l'équipe réserve du club en 2024 avant d'être promu dans l'équipe première la même année,.
Il joue son premier match avec l'équipe fanion le 26 avril 2024 lors d'un match de championnat géorgien contre le FC Telavi. Il prend également part aux qualifications à la Ligue Conférence en juillet de la même année, devenant à 15 ans, 10 mois et 8 jours un des plus jeunes joueurs à jouer une rencontre européenne, dépassant le record de Youssoufa Moukoko en Ligue des champions,,,,.
Lors de cette première saison Kharebashvili aide aussi son équipe à atteindre la finale de la Coupe de Géorgie 2024, où ils perdent aux tirs au but contre Spaeri après un match nul 2-2,,.
Dès fin 2024, il est évoqué comme une grande promesse de son pays, suivie par le Real Madrid, le FC Barcelone,, ou Liverpool,,,. L'année suivante, c'est aussi le Bayern Munich, Naples, Arsenal et le PSG de Kvaratskhelia qui est ajouté à la liste de ses prétendants,,,.

### Carrière en sélection
Kharebashvili est international avec l'équipe de Géorgie des moins de 17, puis des moins de 19 ans.
En mai 2025, Kharebashvili est convoqué pour la première fois avec l'équipe senior de Géorgie,. Il honore sa première sélection le 5 juin 2025, lors d'un match amical contre les Îles Féroé,,. À 16 ans, 9 mois et 2 jours, il devient le plus jeune joueur de l'histoire de la sélection.

## Style de jeu
Défenseur polyvalent, initialement formé au poste de milieu offensif, Kharebashvili est décrit comme un arrière latéral meneur de jeu, gaucher capable de jouer sur les deux cotés de la défense, mais également comme central, piston ou milieu défensif. Il est remarqué pour sa versatilité, joueur puissant, agile et technique, avec une vision du jeu et qualité de passe bien au dessus de la moyenne,,,.
Son profil est comparé à celui de l'international italien d'Arsenal Riccardo Calafiori.

## Palmarès
Dinamo Tbilissi
- Coupe de Géorgie
  - Finaliste en 2024
- Supercoupe de Géorgie
  - Finaliste en 2024